# Menhir de Tréveron
Le menhir de Tréveron (ou menhir du port de Tréveron, ou encore menhir de la Gare) est un menhir situé à Besné en Loire-Atlantique, en France.

## Généralités
Le menhir du Tréveron est érigé à l'est du bourg de Besné, une commune de la Brière en Loire-Atlantique. Il se situe près de la rive du Brivet. Il s'agit d'un petit menhir de 0,80 m de hauteur.